# 邦万山
46°21′53″N 7°30′28″E / 46.364671°N 7.507793°E

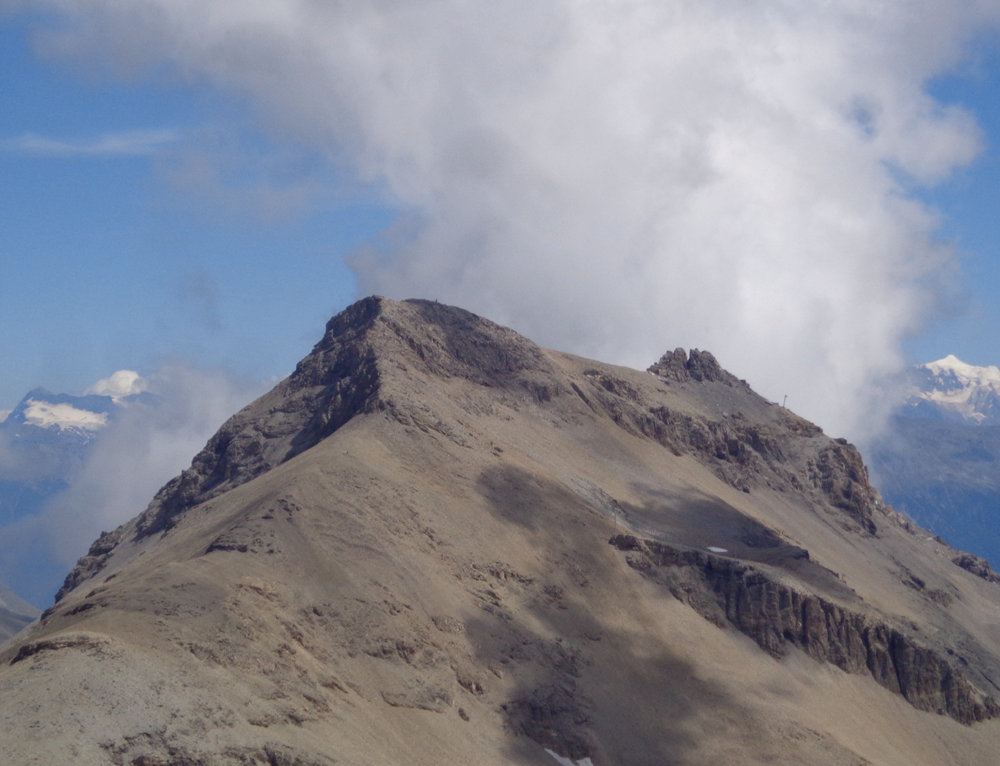

邦万山（法語：Mont Bonvin）是瑞士瓦萊州的山峰，位於該國西南部，屬於伯爾尼山的一部分，距離维尔德施特鲁伯尔山3.7公里，海拔高度2,995米，每年平均降雨量1,585毫米。